# フジテレビ月曜8時枠の連続ドラマ
フジテレビ月曜8時枠の連続ドラマ（フジテレビげつようはちじわくのれんぞくドラマ）は、かつてフジテレビ系列全国ネットとして月曜20時台(JST。終了時刻は異なる)に設けられていたドラマ枠である。
全部で8期に分けて放送されたが、1983年春改編で『月曜ドラマランド』へ発展解消した。同番組が終了した後はバラエティー枠に転換され、2023年4月17日より『呼び出し先生タナカ』を放送している。

## 放送されていた番組
▲マークは海外作品。

### 第1期
これのみ20:00 - 20:30枠。
- うちのママは世界一（1959年7月6日 - 1960年8月15日）▲

1960年11月からの2ヶ月間はドラマ枠中断。この間は海外アニメ『ゆかいなボゾ』、バラエティ番組『グランドバラエティー』が放送された。

### 第2期
- 探偵マイケル（1961年1月2日 - 8月7日）▲※ここから20:00 - 21:00枠。
- チェックメイト（1961年8月14日 - 1962年4月16日）▲
- ガンスモーク（1962年4月23日 - 1963年4月8日）▲※水曜20:00から拡大移動。金曜22:15へ短縮移動。

1963年4月からの7ヶ月間は連続ドラマ枠中断。この間は単発ドラマ枠『シャープ月曜劇場』を放送。なお継続中の1963年10月より20:00 - 20:56に枠が縮小。

### 第3期
- 姿三四郎（倉丘伸太郎主演版）（1963年11月18日 - 1964年5月11日）
- さくらスターライト劇場 あしたの虹（1964年5月18日 - 6月29日）※日曜21:45より移動。
- あたって砕けろ（1964年7月6日 - 8月24日）
- 〆めて七貫（1964年8月31日 - 1965年1月25日）
- 坊っちゃん（六代目市川染五郎主演版）（1965年2月15日 - 1965年3月22日）
- 青空にらくがきしよう（1965年3月29日 - 10月11日）
- 大将と王様（1965年10月 - 1966年1月）
- 若者たち（1966年2月 - 3月）※枠交換で金曜20時枠に移動。
- 0088/ワイルド・ウエスト→ワイルドウエスト危機脱出（1966年3月 - 6月）▲※枠交換で金曜20時より移動。
- 王さん東遊記（1966年7月 - 9月）※月曜22時枠に移動。

1966年の一時期はドラマ枠中断。30分番組4本（加山雄三アワーとスターヒットショー→スター芸能大会とスターヒットショー）が放送された。　

### 第4期
- 天下の青年（1967年4月3日 - 7月10日）
- フレッシュマン（1967年7月17日 - 12月25日）

1968年の一時期は連続ドラマ枠中断。この間は単発ドラマ枠『スター推理劇場』を放送。

### 第5期
- 事件とあいつ（1968年）
- 花子ちゃん（1968年12月2日 - 1969年5月26日）
- もうれつ大家族（1969年6月 - 9月）
- 若い恋人たち（1969年10月6日 - 1970年1月26日）
- お嫁にいきたい（1970年2月2日 - 3月30日）
- 雪之丞変化（丸山明宏主演版）（1970年4月6日 - 6月29日）※ここから「五社英雄アワー」。
- 新三匹の侍（1970年7月6日 - 9月28日）ここまで「五社英雄アワー」。
- うちのかあさん（1970年10月 - 12月）
- おにぎり母さん（1971年1月4日 - 3月29日）

1971年4月から1年間はドラマ枠中断。30分番組2本（万国びっくりショーと世界の秘密）→世界びっくりスペシャル（上記2番組を統合）が放送された。

### 第6期
- 青春をつっ走れ（1972年4月 - 7月）
- あしたに駈けろ!（1972年8月 - 9月）
- 泣くな青春（1972年10月 - 1973年1月）
- 青春家族（1973年2月 - 3月）
- 陽はまた昇る（1973年4月 - 6月）
- トリプル捜査線（1973年7月 - 9月）※ここまで20:00 - 20:56枠
- あした天気に（1973年10月 - 1974年3月）※ここから20:00 - 20:55枠
- 青い山脈（坂口良子主演版）（1974年4月 - 9月）

1974年10月からの3ヶ月間はドラマ枠中断。この間は坂本九司会のクイズ番組『ジャンボクイズ100対100』が放送された。

### 第7期
- 野生のエルザ（1975年1月 - 3月）▲
- 命がけの青春 ザ・ルーキーズ（1975年4月 - 9月）▲※ここまで20:00 - 20:55枠。
- たぬき先生奮戦記→たぬき先生騒動記（1975年10月 - 1976年9月）※ここから20:00 - 20:54枠。
- 刑事物語・星空に撃て!（1976年10月 - 1977年3月）
- 華麗なる刑事（1977年4月 - 11月）
- 兄弟刑事（1977年12月 - 1978年3月）

1978年4月から1年間はドラマ枠中断。この間は『アメリカ大リーグアワー』、アニメ『野球狂の詩』が放送された。

### 第8期
- 新・座頭市（第3シリーズ）（1979年4月16日 - 11月19日）
- われら行動派!（1979年11月 - 1980年5月）
- ただいま放課後（1980年5月 - 1981年3月）
- 気になる天使たち（1981年4月 - 7月）
- うちの嫁さんあっちむいてプイ!（第1シリーズ）（1981年8月 - 9月）
- 嫁がず、出もどり、小姑（1981年10月 - 1982年3月）
- 笑顔泣き顔ふくれ顔（1982年4月 - 7月）
- うちの嫁さんどっちむいてプイ!（第2シリーズ）（1982年8月 - 9月）
- おまかせください→おまかせください、オレの女房どの（1982年10月 - 1983年3月）

| フジテレビ系 月曜20時台前半枠                                     | フジテレビ系 月曜20時台前半枠                                                 | フジテレビ系 月曜20時台前半枠                                       |
| 前番組                                                            | 番組名                                                                        | 次番組                                                              |
| ----------------------------------------------------------------- | ----------------------------------------------------------------------------- | ------------------------------------------------------------------- |
| 6月のア・ラ・カルト                                               | フジテレビ月曜8時枠の連続ドラマ （1959年7月 - 1960年8月）                     | ゆかいなボゾ                                                        |
| フジテレビ系 月曜20時枠                                           |                                                                               |                                                                     |
| 20:00-グランドバラエティー 20:30-本日発売                         | フジテレビ月曜8時枠の連続ドラマ （1961年1月 - 1963年4月）                     | シャープ月曜劇場 【火曜20:00から改題移動】                          |
| シャープ月曜劇場                                                  | フジテレビ月曜8時枠の連続ドラマ （1963年11月 - 1966年9月）                    | 20:00-加山雄三アワー 20:30-スターヒットショー 【火曜19:30より移動】 |
| 20:00-スター芸能大会 【火曜19:30に移動】 20:30-スターヒットショー | フジテレビ月曜8時枠の連続ドラマ （1967年4月 - 12月）                          | スター推理劇場                                                      |
| スター推理劇場                                                    | フジテレビ月曜8時枠の連続ドラマ （1968年?月 - 1971年3月）                     | 20:00-万国びっくりショー 【金曜21:00より移動】 20:30-世界の秘密     |
| 世界びっくりスペシャル                                            | フジテレビ月曜8時枠の連続ドラマ （1972年4月 - 1974年9月）                     | ジャンボクイズ100対100                                              |
| フジテレビ系 月曜20:55 - 20:56枠                                  |                                                                               |                                                                     |
| 世界びっくりスペシャル （20:00 - 20:56）                          | フジテレビ月曜8時枠の連続ドラマ （1972年4月 - 1973年9月） 【1分縮小して継続】 | FNNニュース （20:55 - 21:00）                                       |
| フジテレビ系 月曜20時枠                                           |                                                                               |                                                                     |
| ジャンボクイズ100対100                                            | フジテレビ月曜8時枠の連続ドラマ （1975年1月 - 1978年3月）                     | アメリカ大リーグアワー                                              |
| フジテレビ系 月曜20:54 - 20:55枠                                  |                                                                               |                                                                     |
| ジャンボクイズ100対100 （20:55 - 21:00）                          | フジテレビ月曜8時枠の連続ドラマ （1975年1月 - 9月） 【更に1分縮小して継続】   | FNNニュース （20:54 - 21:00） 【1分拡大して継続】                   |
| フジテレビ系 月曜20時枠                                           |                                                                               |                                                                     |
| 野球狂の詩                                                        | フジテレビ月曜8時枠の連続ドラマ （1979年4月 - 1983年3月)                      | 月曜ドラマランド （19:30 - 20:54）                                  |